# Francisco Villa, Simojovel
Francisco Villa är en ort i Mexiko.   Den ligger i kommunen Simojovel och delstaten Chiapas, i den sydöstra delen av landet, 700 km öster om huvudstaden Mexico City. Francisco Villa ligger 878 meter över havet och antalet invånare är 340.
Terrängen runt Francisco Villa är bergig åt nordost, men åt sydväst är den kuperad. Runt Francisco Villa är det ganska tätbefolkat, med 60 invånare per kvadratkilometer. Närmaste större samhälle är Simojovel de Allende, 19,0 km väster om Francisco Villa. I omgivningarna runt Francisco Villa växer i huvudsak städsegrön lövskog.